# Roxane Gay
Roxane Gay   (Omaha, 15 d'octubre de 1974) és una escriptora estatunidenca, professora, editora i comentarista. És l'autora de la col·lecció d'assaigs Mala Feminista (2014), que tingué molt d'èxit en The New York Times. Escrigué les col·leccions de contes Ayiti (2011) i Dones difícils (2017), i la memòria Fam (2017).
Gay és professora d'anglés de la Universitat de Purdue, i col·laboradora en The New York Times, fundadora de Tiny Hardcore Press, escriptora d'assaigs per a The Rumpus, i coeditora de PANK, un col·lectiu sense afany de lucre per a l'art literari col·lectiu.

## Biografia
Gay nasqué a Omaha, Nebraska, en una família d'origen haitià. Estudià a la Yale University, però se'n retirà per a anar a viure a Arizona. Acabà el pregrau a Nebraska i un màster en Escriptura Creativa en la Universitat de Nebraska-Lincoln El 2010 es doctorà a la Universitat Tecnològica de Michigan.

## Carrera
Gay comença l'ensenyament acadèmic en la tardor del 2010 en Eastern Illinois University fins al 2014, i més tard treballà en la Universitat de Purdue.

## Obra
Com a escriptora destaca:
- Ayiti (2011). Col·lecció de contes
- An Untamed State (2014). Novel·la
- Dolenta feminista (2014). Col·lecció d'assaigs
- Fam. Les memòries del meu cos (2016). Memòries
- No és per a tant. Notes sobre la cultura de la violació (2018). ISBN 978-84-948861-2-6